# Woda księżycowa
Woda księżycowa – singel Kubi Producenta, Bambi, Fukaja i stickxra wydany 22 marca 2024 wydaniem własnym dystrybucji Sony Music Entertainment Poland. Singel był drugim wydaniem, które promowało nadchodzący album Kubiego, pt. „Sen, którego nigdy nie miałem”.
31 grudnia 2024 nagranie otrzymało w Polsce status diamentowej płyty za sprzedaż ponad 250 tys. kopii.
5 kwietnia 2025 utwór został wykonany podczas Fryderyków 2025 emitowanego na antenie stacji TVP2 w Tauron Arena Kraków.

## Twórcy
Opracowano na podstawie materiałów źródłowych.
- Kubi Producent – kompozycja, produkcja
- Bambi – wokal, tekst
- Fukaj – wokal, tekst
- Stickxr – wokal, tekst
- Fog Lake – kompozycja, produkcja, tekst
- Lucassi – miks, mastering

## Lista utworów
- Digital download[1]

1. „Woda księżycowa” – 3:11

## Teledysk
Do utworu powstał teledysk, który udostępniono 22 marca 2024 za pośrednictwem serwisu YouTube.

## Certyfikaty i sprzedaż
| Kraj          | Certyfikat       | Sprzedaż | Data przyznania |
| ------------- | ---------------- | -------- | --------------- |
| Polska (ZPAV) | diamentowa płyta | 250 000+ | 31 grudnia 2024 |

## Notowania

### Pozycje na tygodniowych listach sprzedaży
| Kraj   | Lista (2024)             | Najwyższa pozycja |
| ------ | ------------------------ | ----------------- |
| Polska | Billboard Poland Songs   | 1                 |
| Polska | OLiS – single w streamie | 2                 |

## Wyróżnienia
| Rok  | Ceremonia      | Kategoria            | Wynik     | Źr.           |
| ---- | -------------- | -------------------- | --------- | ------------- |
| 2025 | Fryderyki 2025 | Singiel roku hip hop | Nominacja | [ 12 ] [ 13 ] |
| 2025 | Fryderyki 2025 | Teledysk roku        | Nominacja | [ 12 ] [ 13 ] |